# Albanchez de Mágina
Albanchez de Mágina (anteriorment denominada Albanchez d'Úbeda) és un municipi de la comarca de Sierra Mágina, a la província de Jaén.
La major part del terme municipal, així com el nucli urbà, es troben compresos dins del Parc Natural de Serra Mágina. La localitat es troba al peu del mont Aznaitín, sota un castell del segle xv, declarat monument històric el 1985.
L'economia de Albanchez de Mágina es basa, fonamentalment, en el cultiu de l'olivera, encara que també té certa importància la ramaderia ovina.